# Абсолютна конфігурація
Абсолю́тна конфігура́ція (англ. absolute configuration) — просторове розташування атомів у хіральній молекулі (чи групі) і його стереохімічний опис, приміром, R або S.

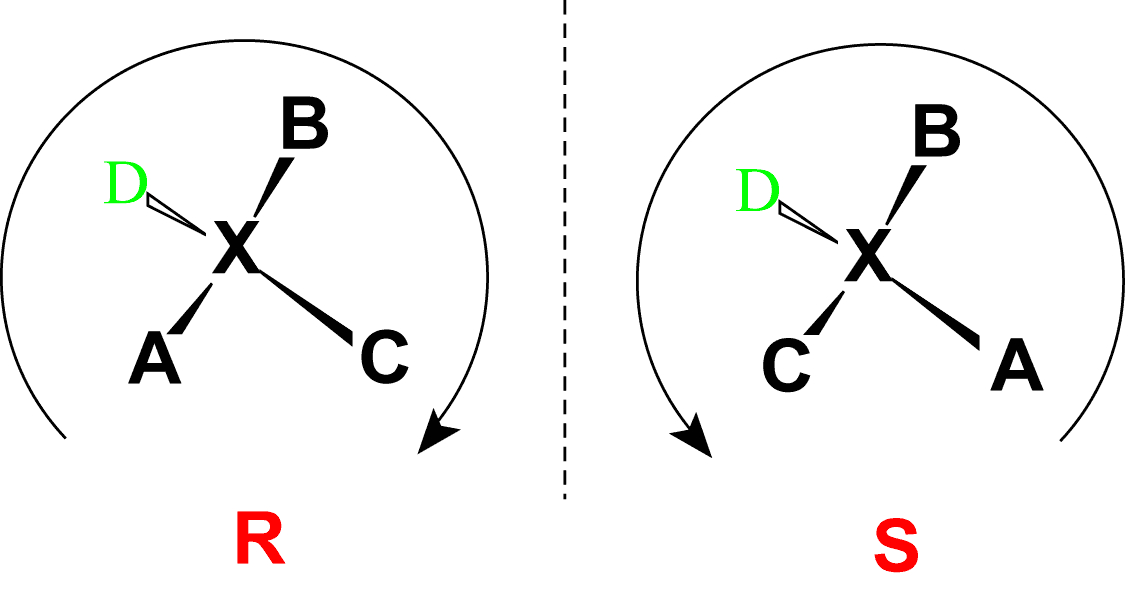
Абсолютна конфігурація R/S

Стереохімічну конфігурацію молекули, яка окреслює просторове розташування атомів або груп навколо хіральних центрів, відносять до L- або D-ряду, при умові, що відносні конфігурації асиметричних атомів визначені зіставленням з L-аланіном, L- і D-гліцериновим альдегідом.